# Куяда (Ольхонский район)
Куяда — деревня в Ольхонском районе Иркутской области. Входит в Бугульдейское муниципальное образование.

## География
Находится на речке Таловке, в полукилометре к северу от места её впадения в озеро Байкал, в 4,5 км к северо-востоку от центра сельского поселения, посёлка Бугульдейка, в 37 км к юго-западу от районного центра — села Еланцы.

## Население
| 2002 | 2010 | 2011 | 2012 |
| ---- | ---- | ---- | ---- |
| 0    | ↗29  | →29  | →29  |

По данным Всероссийской переписи, в 2010 году в деревне проживало 29 человек (26 мужчин и 3 женщины).